# Lista över matchresultat i Elitserien i ishockey 2007/2008
Lista över matchresultat i grundserien av Elitserien i ishockey 2007/2008. Ligan inleddes den 24 september 2007 och avslutades 8 mars 2008.
| Nr | Lag               | S  | V  | O  | F  | ÖV | ÖF | GM  | IM  | MS  | P   |
| -- | ----------------- | -- | -- | -- | -- | -- | -- | --- | --- | --- | --- |
| 1  | HV71              | 55 | 31 | 11 | 13 | 3  | 8  | 178 | 132 | +46 | 107 |
| 2  | Linköpings HC     | 55 | 21 | 20 | 14 | 9  | 11 | 166 | 153 | +13 | 92  |
| 3  | Modo (RM)         | 55 | 26 | 7  | 22 | 5  | 2  | 153 | 150 | +3  | 90  |
| 4  | Färjestads BK     | 55 | 25 | 11 | 19 | 3  | 8  | 169 | 147 | +22 | 89  |
| 5  | Timrå IK          | 55 | 23 | 9  | 23 | 5  | 4  | 134 | 136 | −2  | 83  |
| 6  | Frölunda HC       | 55 | 23 | 10 | 22 | 3  | 7  | 159 | 157 | +2  | 82  |
| 7  | Djurgårdens IF    | 55 | 21 | 14 | 20 | 2  | 12 | 145 | 139 | +6  | 79  |
| 8  | Skellefteå AIK    | 55 | 19 | 16 | 20 | 2  | 14 | 135 | 141 | −6  | 75  |
| 9  | Södertälje SK (U) | 55 | 18 | 13 | 24 | 2  | 11 | 123 | 129 | −6  | 69  |
| 10 | Luleå HF          | 55 | 17 | 13 | 25 | 2  | 11 | 139 | 164 | −25 | 66  |
| 11 | Mora IK           | 55 | 17 | 13 | 25 | 2  | 11 | 133 | 160 | −27 | 66  |
| 12 | Brynäs IF         | 55 | 16 | 9  | 30 | 4  | 5  | 152 | 178 | −26 | 61  |

Tabelldata är hämtade från Svenska Ishockeyförbundet.

## Seriematcherna
| Datum Match Resultat Publik Spelplan Omgång 1 - 24 september 2007 HV 71-Frölunda HC 6-5 (2-2, 1-2, 3-1) 7038 Kinnarps Arena - 24 september 2007 Södertälje SK-Mora IK 2-1 (1-0, 0-0, 1-1) 4993 AXA Sports Center - 24 september 2007 Linköpings HC-Timrå IK 3-2 (0-1, 1-1, 2-0) 7071 Cloetta Center - 25 september 2007 Modo Hockey-Djurgårdens IF 5-4 (1-2, 1-2, 3-0) 6968 Swedbank Arena - 25 september 2007 Luleå HF-Brynäs IF 2-5 (0-2, 2-1, 0-2) 4936 COOP Arena - 18 oktober 2007 Färjestads BK-Skellefteå AIK 5-4 (3-1, 1-1, 0-2, 1-0) 6030 Löfbergs Lila Arena Omgång 2 - 27 september 2007 Brynäs IF-Linköpings HC 9-1 (1-0, 5-0, 3-1) 6517 Läkerol Arena - 27 september 2007 Timrå IK-Södertälje SK 2-0 (1-0, 1-0, 0-0) 5654 E.ON Arena - 27 september 2007 Mora IK-Modo Hockey 4-3 (3-0, 1-1, 0-2) 4012 FM Mattsson Arena - 27 september 2007 Djurgårdens IF-Färjestads BK 1-4 (0-1, 1-1, 0-2) 6453 Hovet, Johanneshov - 27 september 2007 Skellefteå AIK-HV 71 1-2 (1-2, 0-0, 0-0) 5800 Skellefteå Kraft Arena - 27 september 2007 Frölunda HC-Luleå HF 2-0 (1-0, 0-0, 1-0) 11898 Scandinavium Omgång 3 - 29 september 2007 Färjestads BK-Mora IK 7-3 (2-0, 2-1, 3-2) 6735 Löfbergs Lila Arena - 29 september 2007 Modo Hockey-Timrå IK 1-4 (0-2, 0-1, 1-1) 7600 Swedbank Arena - 29 september 2007 Södertälje SK-Brynäs IF 2-1 (2-0, 0-1, 0-0) 4908 AXA Sports Center - 29 september 2007 Linköpings HC-Luleå HF 3-1 (2-0, 0-1, 1-0) 6014 Cloetta Center - 29 september 2007 Skellefteå AIK-Frölunda HC 3-1 (1-0, 0-0, 2-1) 5026 Skellefteå Kraft Arena - 29 september 2007 HV 71-Djurgårdens IF 4-4 (1-2, 1-0, 2-2, 0-0) 6920 Kinnarps Arena Omgång 4 - 1 oktober 2007 Brynäs IF-Modo Hockey 0-1 (0-1, 0-0, 0-0) 6215 Läkerol Arena - 1 oktober 2007 Timrå IK-Färjestads BK 5-5 (3-2, 2-3, 0-0, 0-0) 5318 E.ON Arena - 1 oktober 2007 Mora IK-HV 71 3-2 (1-0, 1-1, 1-1) 3580 FM Mattsson Arena - 2 oktober 2007 Luleå HF-Södertälje SK 2-0 (0-0, 1-0, 1-0) 4051 COOP Arena - 2 oktober 2007 Djurgårdens IF-Skellefteå AIK 4-0 (2-0, 2-0, 0-0) 4732 Hovet, Johanneshov - 2 oktober 2007 Frölunda HC-Linköpings HC 4-1 (1-0, 2-0, 1-1) 10818 Scandinavium Omgång 5 - 4 oktober 2007 HV 71-Timrå IK 2-1 (0-1, 1-0, 1-0) 6944 Kinnarps Arena - 4 oktober 2007 Färjestads BK-Brynäs IF 4-2 (1-0, 2-2, 1-0) 6206 Löfbergs Lila Arena - 4 oktober 2007 Modo Hockey-Luleå HF 6-4 (2-2, 2-2, 2-0) 6674 Swedbank Arena - 4 oktober 2007 Södertälje SK-Linköpings HC 4-3 (3-2, 1-0, 0-1) 3599 AXA Sports Center - 4 oktober 2007 Djurgårdens IF-Frölunda HC 6-0 (3-0, 1-0, 2-0) 4127 Hovet, Johanneshov - 4 oktober 2007 Skellefteå AIK-Mora IK 6-1 (1-0, 2-1, 3-0) 4860 Skellefteå Kraft Arena Omgång 6 - 6 oktober 2007 Luleå HF-Färjestads BK 6-4 (1-1, 5-2, 0-1) 4471 COOP Arena - 6 oktober 2007 Brynäs IF-HV 71 4-5 (2-2, 0-3, 2-0) 6441 Läkerol Arena - 6 oktober 2007 Timrå IK-Skellefteå AIK 3-2 (0-1, 0-1, 2-0, 1-0) 5421 E.ON Arena - 6 oktober 2007 Mora IK-Djurgårdens IF 3-0 (2-0, 1-0, 0-0) 3852 FM Mattsson Arena - 6 oktober 2007 Frölunda HC-Södertälje SK 4-2 (1-0, 2-2, 1-0) 12003 Scandinavium - 6 oktober 2007 Linköpings HC-Modo Hockey 7-2 (1-0, 4-0, 2-2) 7130 Cloetta Center Omgång 7 - 8 oktober 2007 Modo Hockey-Södertälje SK 4-3 (2-1, 0-1, 2-1) 6008 Swedbank Arena - 8 oktober 2007 Skellefteå AIK-Brynäs IF 6-3 (2-0, 2-2, 2-1) 4969 Skellefteå Kraft Arena - 9 oktober 2007 HV 71-Luleå HF 4-0 (2-0, 1-0, 1-0) 7016 Kinnarps Arena - 9 oktober 2007 Färjestads BK-Linköpings HC 2-3 (0-0, 1-0, 1-2, 0-1) 5581 Löfbergs Lila Arena - 9 oktober 2007 Mora IK-Frölunda HC 2-4 (1-1, 1-1, 0-2) 3622 FM Mattsson Arena - 9 oktober 2007 Djurgårdens IF-Timrå IK 0-2 (0-1, 0-1, 0-0) 6232 Globen Omgång 8 - 11 oktober 2007 Södertälje SK-Färjestads BK 0-1 (0-0, 0-1, 0-0) 3800 AXA Sports Center - 11 oktober 2007 Linköpings HC-HV 71 6-3 (1-1, 2-1, 3-1) 8246 Cloetta Center - 11 oktober 2007 Luleå HF-Skellefteå AIK 3-1 (2-0, 0-1, 1-0) 5600 COOP Arena - 11 oktober 2007 Brynäs IF-Djurgårdens IF 1-2 (0-0, 1-1, 0-1) 5211 Läkerol Arena - 11 oktober 2007 Timrå IK-Mora IK 3-2 (1-0, 0-1, 2-1) 5363 E.ON Arena - 11 oktober 2007 Frölunda HC-Modo Hockey 4-2 (1-1, 1-0, 2-1) 11575 Scandinavium Omgång 9 - 13 oktober 2007 HV 71-Södertälje SK 4-1 (1-0, 2-0, 1-1) 7006 Kinnarps Arena - 13 oktober 2007 Färjestads BK-Modo Hockey 2-3 (1-0, 0-1, 1-1, 0-1) 8177 Löfbergs Lila Arena - 13 oktober 2007 Timrå IK-Frölunda HC 3-2 (1-1, 1-0, 0-1, 1-0) 5182 E.ON Arena - 13 oktober 2007 Skellefteå AIK-Linköpings HC 4-1 (1-0, 2-0, 1-1) 5683 Skellefteå Kraft Arena - 13 oktober 2007 Mora IK-Brynäs IF 2-1 (2-1, 0-0, 0-0) 4111 FM Mattsson Arena - 18 oktober 2007 Djurgårdens IF-Luleå HF 6-1 (0-1, 2-0, 4-0) 5669 Globen Omgång 10 - 15 oktober 2007 Linköpings HC-Djurgårdens IF 0-4 (0-0, 0-1, 0-3) 7387 Cloetta Center - 15 oktober 2007 Luleå HF-Mora IK 4-3 (1-2, 2-0, 0-1, 1-0) 4129 COOP Arena - 15 oktober 2007 Frölunda HC-Färjestads BK 5-0 (3-0, 2-0, 0-0) 12044 Scandinavium - 16 oktober 2007 Modo Hockey-HV 71 3-4 (1-3, 2-1, 0-0) 6468 Swedbank Arena - 16 oktober 2007 Södertälje SK-Skellefteå AIK 1-1 (1-0, 0-1, 0-0, 0-0) 3585 AXA Sports Center - 16 oktober 2007 Brynäs IF-Timrå IK 4-0 (1-0, 2-0, 1-0) 5229 Läkerol Arena Omgång 11 - 20 oktober 2007 HV 71-Färjestads BK 3-0 (0-0, 0-0, 3-0) 7038 Kinnarps Arena - 20 oktober 2007 Timrå IK-Luleå HF 1-0 (1-0, 0-0, 0-0) 5324 E.ON Arena - 20 oktober 2007 Mora IK-Linköpings HC 0-0 (0-0, 0-0, 0-0, 0-0) 3897 FM Mattsson Arena - 20 oktober 2007 Djurgårdens IF-Södertälje SK 1-1 (0-0, 1-0, 0-1, 0-0) 6410 Hovet, Johanneshov - 20 oktober 2007 Skellefteå AIK-Modo Hockey 2-0 (2-0, 0-0, 0-0) 6001 Skellefteå Kraft Arena - 20 oktober 2007 Brynäs IF-Frölunda HC 1-5 (1-0, 0-2, 0-3) 7411 Läkerol Arena Omgång 12 - 22 oktober 2007 Färjestads BK-HV 71 5-2 (1-1, 2-1, 2-0) 7196 Löfbergs Lila Arena - 22 oktober 2007 Modo Hockey-Skellefteå AIK 2-0 (1-0, 1-0, 0-0) 7019 Swedbank Arena - 22 oktober 2007 Södertälje SK-Djurgårdens IF 1-2 (0-1, 0-1, 1-0) 4999 AXA Sports Center - 23 oktober 2007 Linköpings HC-Mora IK 3-0 (1-0, 2-0, 0-0) 6040 Cloetta Center - 23 oktober 2007 Luleå HF-Timrå IK 7-5 (0-3, 4-1, 3-1) 4187 COOP Arena - 23 oktober 2007 Frölunda HC-Brynäs IF 5-1 (3-0, 2-0, 0-1) 11202 Scandinavium Omgång 13 - 25 oktober 2007 HV 71-Modo Hockey 3-2 (0-0, 1-0, 2-2) 7038 Kinnarps Arena - 25 oktober 2007 Skellefteå AIK-Södertälje SK 1-1 (0-1, 0-0, 1-0, 0-0) 4735 Skellefteå Kraft Arena - 25 oktober 2007 Djurgårdens IF-Linköpings HC 1-3 (0-1, 0-1, 1-1) 6244 Globen - 25 oktober 2007 Mora IK-Luleå HF 2-5 (0-2, 1-2, 1-1) 3405 FM Mattsson Arena - 25 oktober 2007 Timrå IK-Brynäs IF 3-5 (2-2, 0-2, 1-1) 5318 E.ON Arena - 25 oktober 2007 Färjestads BK-Frölunda HC 4-1 (2-0, 1-0, 1-1) 8088 Löfbergs Lila Arena Omgång 14 - 18 oktober 2007 Frölunda HC-Timrå IK 2-3 (0-0, 0-2, 2-1) 11097 Scandinavium - 27 oktober 2007 Brynäs IF-Mora IK 4-3 (2-0, 1-1, 1-2) 7911 Läkerol Arena - 27 oktober 2007 Södertälje SK-HV 71 0-3 (0-1, 0-1, 0-1) 4419 AXA Sports Center - 27 oktober 2007 Modo Hockey-Färjestads BK 1-0 (0-0, 1-0, 0-0) 7600 Swedbank Arena - 27 oktober 2007 Luleå HF-Djurgårdens IF 2-3 (0-1, 2-2, 0-0) 4782 COOP Arena - 5 november 2007 Linköpings HC-Skellefteå AIK 3-2 (1-0, 2-1, 0-1) 6492 Cloetta Center Omgång 15 - 29 oktober 2007 HV 71-Linköpings HC 6-5 (1-0, 3-4, 1-1, 1-0) 7038 Kinnarps Arena - 29 oktober 2007 Skellefteå AIK-Luleå HF 4-3 (0-1, 1-1, 2-1, 1-0) 5834 Skellefteå Kraft Arena - 29 oktober 2007 Mora IK-Timrå IK 2-5 (0-1, 0-2, 2-2) 3876 FM Mattsson Arena - 30 oktober 2007 Färjestads BK-Södertälje SK 2-3 (0-1, 2-1, 0-1) 6676 Löfbergs Lila Arena - 30 oktober 2007 Djurgårdens IF-Brynäs IF 1-1 (1-1, 0-0, 0-0, 0-0) 8091 Hovet, Johanneshov - 30 oktober 2007 Modo Hockey-Frölunda HC 2-1 (0-0, 1-0, 1-1) 7114 Swedbank Arena Omgång 16 - 1 november 2007 Luleå HF-HV 71 2-2 (0-1, 0-1, 2-0, 0-0) 4226 COOP Arena - 1 november 2007 Linköpings HC-Färjestads BK 1-1 (0-0, 1-0, 0-1, 0-0) 8500 Cloetta Center - 1 november 2007 Södertälje SK-Modo Hockey 0-4 (0-1, 0-1, 0-2) 4276 AXA Sports Center - 1 november 2007 Frölunda HC-Mora IK 2-3 (1-0, 0-3, 1-0) 12044 Scandinavium - 1 november 2007 Timrå IK-Djurgårdens IF 2-1 (1-1, 0-0, 0-0, 1-0) 5811 E.ON Arena - 1 november 2007 Brynäs IF-Skellefteå AIK 4-3 (0-0, 1-2, 2-1, 1-0) 6644 Läkerol Arena Omgång 17 - 3 november 2007 Modo Hockey-Linköpings HC 2-0 (0-0, 2-0, 0-0) 7515 Swedbank Arena - 3 november 2007 Färjestads BK-Luleå HF 5-3 (1-2, 1-1, 3-0) 7573 Löfbergs Lila Arena - 3 november 2007 HV 71-Brynäs IF 5-1 (0-1, 4-0, 1-0) 7038 Kinnarps Arena - 3 november 2007 Djurgårdens IF-Mora IK 0-3 (0-1, 0-0, 0-2) 5043 Hovet, Johanneshov - 3 november 2007 Södertälje SK-Frölunda HC 7-2 (3-2, 0-0, 4-0) 3445 AXA Sports Center - 3 november 2007 Skellefteå AIK-Timrå IK 2-1 (1-0, 0-1, 1-0) 5470 Skellefteå Kraft Arena Omgång 18 - 13 november 2007 Frölunda HC-Djurgårdens IF 5-4 (1-1, 3-2, 1-1) 12004 Scandinavium - 15 november 2007 Timrå IK-HV 71 3-1 (3-0, 0-0, 0-1) 5714 E.ON Arena - 15 november 2007 Brynäs IF-Färjestads BK 2-5 (1-0, 1-2, 0-3) 6330 Läkerol Arena - 15 november 2007 Luleå HF-Modo Hockey 2-3 (0-0, 1-1, 1-1, 0-1) 4535 COOP Arena - 15 november 2007 Linköpings HC-Södertälje SK 3-2 (2-1, 0-0, 1-1) 6052 Cloetta Center - 15 november 2007 Mora IK-Skellefteå AIK 3-2 (3-1, 0-0, 0-1) 3680 FM Mattsson Arena Omgång 19 - 17 november 2007 Modo Hockey-Brynäs IF 2-3 (1-0, 0-3, 1-0) 7600 Swedbank Arena - 17 november 2007 Färjestads BK-Timrå IK 7-1 (0-0, 3-1, 4-0) 7989 Löfbergs Lila Arena - 17 november 2007 HV 71-Mora IK 4-2 (2-1, 0-1, 2-0) 6946 Kinnarps Arena - 17 november 2007 Skellefteå AIK-Djurgårdens IF 3-4 (1-1, 2-0, 0-3) 5613 Skellefteå Kraft Arena - 17 november 2007 Linköpings HC-Frölunda HC 6-2 (2-1, 1-1, 3-0) 8120 Cloetta Center - 17 november 2007 Södertälje SK-Luleå HF 3-4 (2-2, 0-0, 1-2) 4055 AXA Sports Center Omgång 20 - 19 november 2007 Djurgårdens IF-HV 71 2-8 (1-3, 1-1, 0-4) 7098 Hovet, Johanneshov - 19 november 2007 Mora IK-Färjestads BK 1-4 (0-2, 1-1, 0-1) 3940 FM Mattsson Arena - 19 november 2007 Brynäs IF-Södertälje SK 1-3 (0-0, 0-1, 1-2) 5003 Läkerol Arena - 20 november 2007 Timrå IK-Modo Hockey 2-1 (1-0, 1-1, 0-0) 6000 E.ON Arena - 20 november 2007 Luleå HF-Linköpings HC 2-2 (1-1, 0-1, 1-0, 0-0) 4105 COOP Arena - 20 november 2007 Frölunda HC-Skellefteå AIK 4-1 (1-0, 2-0, 1-1) 11264 Scandinavium Omgång 21 - 22 november 2007 Linköpings HC-Brynäs IF 6-0 (0-0, 1-0, 5-0) 7848 Cloetta Center - 22 november 2007 Södertälje SK-Timrå IK 3-1 (2-1, 0-0, 1-0) 3258 AXA Sports Center - 22 november 2007 Modo Hockey-Mora IK 2-3 (0-0, 0-0, 2-3) 6107 Swedbank Arena - 22 november 2007 Färjestads BK-Djurgårdens IF 0-3 (0-1, 0-2, 0-0) 6892 Löfbergs Lila Arena - 22 november 2007 HV 71-Skellefteå AIK 6-2 (2-1, 2-0, 2-1) 6941 Kinnarps Arena - 22 november 2007 Luleå HF-Frölunda HC 1-7 (0-2, 0-3, 1-2) 4234 COOP Arena Omgång 22 - 24 november 2007 Skellefteå AIK-Färjestads BK 3-3 (0-1, 1-1, 2-1, 0-0) 5280 Skellefteå Kraft Arena - 24 november 2007 Djurgårdens IF-Modo Hockey 4-1 (2-0, 0-0, 2-1) 7054 Hovet, Johanneshov - 24 november 2007 Mora IK-Södertälje SK 1-1 (0-1, 0-0, 1-0, 0-0) 4003 FM Mattsson Arena - 24 november 2007 Timrå IK-Linköpings HC 2-6 (1-1, 0-2, 1-3) 5107 E.ON Arena - 24 november 2007 Brynäs IF-Luleå HF 2-1 (0-0, 0-1, 1-0, 1-0) 6370 Läkerol Arena - 24 november 2007 Frölunda HC-HV 71 2-3 (1-0, 1-0, 0-3) 12044 Scandinavium Omgång 23 - 26 november 2007 Modo Hockey-Timrå IK 2-0 (0-0, 2-0, 0-0) 7251 Swedbank Arena - 26 november 2007 HV 71-Frölunda HC 5-3 (1-0, 1-2, 3-1) 7038 Kinnarps Arena - 26 november 2007 Linköpings HC-Södertälje SK 4-3 (3-1, 1-1, 0-1) 6049 Cloetta Center - 27 november 2007 Luleå HF-Djurgårdens IF 5-2 (1-1, 2-1, 2-0) 4023 COOP Arena - 27 november 2007 Brynäs IF-Mora IK 1-0 (1-0, 0-0, 0-0) 4881 Läkerol Arena - 27 november 2007 Skellefteå AIK-Färjestads BK 2-4 (2-0, 0-1, 0-3) 5236 Skellefteå Kraft Arena Omgång 24 - 29 november 2007 Södertälje SK-Skellefteå AIK 0-1 (0-0, 0-1, 0-0) 3809 AXA Sports Center - 29 november 2007 Färjestads BK-Brynäs IF 8-3 (6-0, 2-1, 0-2) 6654 Löfbergs Lila Arena - 29 november 2007 Mora IK-HV 71 4-3 (1-0, 2-1, 1-2) 3490 FM Mattsson Arena - 29 november 2007 Frölunda HC-Luleå HF 0-6 (0-2, 0-3, 0-1) 11077 Scandinavium - 29 november 2007 Djurgårdens IF-Modo Hockey 4-2 (1-1, 1-1, 2-0) 5157 Hovet, Johanneshov - 29 november 2007 Timrå IK-Linköpings HC 3-1 (0-0, 3-0, 0-1) 4922 E.ON Arena Omgång 25 - 1 december 2007 Modo Hockey-Frölunda HC 1-2 (0-0, 1-1, 0-1) 7206 Swedbank Arena - 1 december 2007 Luleå HF-Mora IK 2-2 (1-0, 1-2, 0-0, 0-0) 5135 COOP Arena - 1 december 2007 HV 71-Färjestads BK 3-1 (1-0, 1-0, 1-1) 7038 Kinnarps Arena - 1 december 2007 Brynäs IF-Södertälje SK 10-2 (3-1, 4-1, 3-0) 6331 Läkerol Arena - 1 december 2007 Skellefteå AIK-Linköpings HC 3-4 (1-0, 2-1, 0-2, 0-1) 5062 Skellefteå Kraft Arena - 1 december 2007 Djurgårdens IF-Timrå IK 1-3 (0-0, 0-1, 1-2) 5016 Hovet, Johanneshov Omgång 26 - 3 december 2007 Färjestads BK-Luleå HF 2-1 (1-0, 1-1, 0-0) 6694 Löfbergs Lila Arena - 3 december 2007 Frölunda HC-Djurgårdens IF 2-1 (0-0, 1-1, 1-0) 11144 Scandinavium - 3 december 2007 Timrå IK-Skellefteå AIK 2-0 (1-0, 1-0, 0-0) 4722 E.ON Arena - 4 december 2007 Linköpings HC-Brynäs IF 6-5 (3-1, 1-3, 1-1, 1-0) 7334 Cloetta Center - 4 december 2007 Södertälje SK-HV 71 2-3 (0-2, 1-1, 1-0) 2987 AXA Sports Center - 4 december 2007 Mora IK-Modo Hockey 3-4 (0-3, 3-0, 0-1) 3911 FM Mattsson Arena Omgång 27 - 6 december 2007 Modo Hockey-Färjestads BK 5-3 (0-1, 1-1, 4-1) 6628 Swedbank Arena - 6 december 2007 Luleå HF-Södertälje SK 1-4 (1-2, 0-1, 0-1) 4080 COOP Arena - 6 december 2007 HV 71-Linköpings HC 0-1 (0-0, 0-0, 0-0, 0-1) 7038 Kinnarps Arena - 6 december 2007 Brynäs IF-Skellefteå AIK 4-3 (2-2, 2-0, 0-1) 5335 Läkerol Arena - 6 december 2007 Frölunda HC-Timrå IK 0-4 (0-1, 0-3, 0-0) 11317 Scandinavium - 6 december 2007 Djurgårdens IF-Mora IK 3-3 (3-2, 0-0, 0-1, 0-0) 4446 Hovet, Johanneshov Omgång 28 - 8 december 2007 Skellefteå AIK-HV 71 4-0 (0-0, 3-0, 1-0) 5051 Skellefteå Kraft Arena - 8 december 2007 Linköpings HC-Luleå HF 2-2 (1-1, 0-1, 1-0, 0-0) 7117 Cloetta Center - 8 december 2007 Södertälje SK-Modo Hockey 4-1 (2-1, 0-0, 2-0) 4630 AXA Sports Center - 8 december 2007 Färjestads BK-Djurgårdens IF 2-3 (0-1, 0-1, 2-0, 0-1) 8250 Löfbergs Lila Arena - 8 december 2007 Mora IK-Frölunda HC 3-3 (0-1, 1-0, 2-2, 0-0) 4267 FM Mattsson Arena - 8 december 2007 Timrå IK-Brynäs IF 0-2 (0-0, 0-0, 0-2) 5387 E.ON Arena | Omgång 29 - 18 december 2007 Modo Hockey-Linköpings HC 0-5 (0-0, 0-1, 0-4) 6421 Swedbank Arena - 18 december 2007 Luleå HF-Skellefteå AIK 1-3 (0-0, 0-1, 1-2) 5600 COOP Arena - 18 december 2007 HV 71-Brynäs IF 2-3 (2-0, 0-0, 0-2, 0-1) 7038 Kinnarps Arena - 18 december 2007 Mora IK-Timrå IK 5-4 (1-1, 0-2, 3-1, 1-0) 3388 FM Mattsson Arena - 18 december 2007 Frölunda HC-Färjestads BK 4-0 (2-0, 2-0, 0-0) 12044 Scandinavium - 18 december 2007 Djurgårdens IF-Södertälje SK 2-5 (2-2, 0-2, 0-1) 6231 Hovet, Johanneshov Omgång 30 - 20 december 2007 Brynäs IF-Luleå HF 1-3 (0-1, 0-0, 1-2) 5606 Läkerol Arena - 20 december 2007 Skellefteå AIK-Modo Hockey 3-2 (0-0, 2-1, 1-1) 5650 Skellefteå Kraft Arena - 20 december 2007 Linköpings HC-Djurgårdens IF 1-2 (0-2, 0-0, 1-0) 7512 Cloetta Center - 20 december 2007 Södertälje SK-Frölunda HC 7-0 (2-0, 3-0, 2-0) 3452 AXA Sports Center - 20 december 2007 Färjestads BK-Mora IK 4-2 (0-1, 2-1, 2-0) 5662 Löfbergs Lila Arena - 20 december 2007 Timrå IK-HV 71 2-4 (1-1, 1-3, 0-0) 5112 E.ON Arena Omgång 31 - 28 december 2007 Modo Hockey-Luleå HF 5-2 (0-0, 3-1, 2-1) 7600 Swedbank Arena - 28 december 2007 Södertälje SK-Timrå IK 1-2 (0-0, 1-0, 0-1, 0-1) 4938 AXA Sports Center - 28 december 2007 Linköpings HC-Färjestads BK 3-6 (0-2, 0-1, 3-3) 8500 Cloetta Center - 28 december 2007 Mora IK-Skellefteå AIK 1-2 (0-1, 1-1, 0-0) 4418 FM Mattsson Arena - 28 december 2007 Frölunda HC-Brynäs IF 4-2 (2-1, 0-1, 2-0) 12044 Scandinavium - 28 december 2007 HV 71-Djurgårdens IF 4-5 (2-3, 0-1, 2-1) 7038 Kinnarps Arena Omgång 32 - 30 december 2007 Modo Hockey-Brynäs IF 3-2 (2-0, 0-1, 1-1) 7480 Swedbank Arena - 30 december 2007 Luleå HF-HV 71 1-2 (1-0, 0-1, 0-1) 4637 COOP Arena - 30 december 2007 Färjestads BK-Timrå IK 3-6 (1-1, 1-1, 1-4) 7889 Löfbergs Lila Arena - 30 december 2007 Mora IK-Södertälje SK 3-5 (2-1, 1-2, 0-2) 4111 FM Mattsson Arena - 30 december 2007 Frölunda HC-Linköpings HC 3-2 (0-0, 0-2, 2-0, 1-0) 11744 Scandinavium - 30 december 2007 Djurgårdens IF-Skellefteå AIK 3-2 (1-1, 1-1, 1-0) 7315 Hovet, Johanneshov Omgång 33 - 3 januari 2008 HV 71-Modo Hockey 2-3 (0-0, 0-0, 2-3) 7038 Kinnarps Arena - 3 januari 2008 Brynäs IF-Djurgårdens IF 8-2 (3-1, 3-0, 2-1) 6594 Läkerol Arena - 3 januari 2008 Skellefteå AIK-Frölunda HC 4-4 (1-3, 2-0, 1-1, 0-0) 6001 Skellefteå Kraft Arena - 3 januari 2008 Linköpings HC-Mora IK 3-3 (1-1, 1-2, 1-0, 0-0) 6573 Cloetta Center - 3 januari 2008 Södertälje SK-Färjestads BK 0-2 (0-0, 0-1, 0-1) 4360 AXA Sports Center - 3 januari 2008 Timrå IK-Luleå HF 4-2 (0-0, 2-2, 2-0) 5047 E.ON Arena Omgång 34 - 5 januari 2008 Timrå IK-Modo Hockey 3-6 (1-2, 1-3, 1-1) 6000 E.ON Arena - 5 januari 2008 Djurgårdens IF-Luleå HF 5-2 (3-1, 1-1, 1-0) 8094 Hovet, Johanneshov - 5 januari 2008 Frölunda HC-HV 71 3-2 (2-1, 0-1, 0-0, 1-0) 12044 Scandinavium - 5 januari 2008 Södertälje SK-Linköpings HC 2-2 (1-1, 0-0, 1-1, 0-0) 4146 AXA Sports Center - 5 januari 2008 Färjestads BK-Skellefteå AIK 4-1 (3-1, 0-0, 1-0) 6147 Löfbergs Lila Arena - 5 januari 2008 Mora IK-Brynäs IF 4-2 (0-2, 1-0, 3-0) 4205 FM Mattsson Arena Omgång 35 - 7 januari 2008 Luleå HF-Frölunda HC 3-1 (1-0, 2-0, 0-1) 3661 COOP Arena - 7 januari 2008 Modo Hockey-Djurgårdens IF 5-4 (2-2, 2-2, 1-0) 6313 Swedbank Arena - 7 januari 2008 Linköpings HC-Timrå IK 4-2 (2-2, 1-0, 1-0) 5755 Cloetta Center - 8 januari 2008 Skellefteå AIK-Södertälje SK 3-6 (2-0, 0-3, 1-3) 5013 Skellefteå Kraft Arena - 8 januari 2008 Brynäs IF-Färjestads BK 3-2 (3-0, 0-1, 0-1) 4902 Läkerol Arena - 8 januari 2008 HV 71-Mora IK 3-1 (1-1, 2-0, 0-0) 6876 Kinnarps Arena Omgång 36 - 10 januari 2008 Linköpings HC-Skellefteå AIK 3-4 (1-1, 2-2, 0-1) 6058 Cloetta Center - 12 januari 2008 Mora IK-Luleå HF 0-2 (0-1, 0-1, 0-0) 4311 FM Mattsson Arena - 12 januari 2008 Södertälje SK-Brynäs IF 1-3 (0-1, 0-1, 1-1) 5882 AXA Sports Center - 12 januari 2008 Timrå IK-Djurgårdens IF 3-1 (0-0, 2-0, 1-1) 5334 E.ON Arena - 12 januari 2008 Färjestads BK-HV 71 4-1 (1-1, 1-0, 2-0) 8250 Löfbergs Lila Arena - 21 januari 2008 Frölunda HC-Modo Hockey 8-2 (2-0, 3-1, 3-1) 11547 Scandinavium Omgång 37 - 14 januari 2008 Brynäs IF-Linköpings HC 4-5 (1-1, 2-3, 1-0, 0-1) 4390 Läkerol Arena - 14 januari 2008 Djurgårdens IF-Frölunda HC 0-3 (0-1, 0-1, 0-1) 6191 Hovet, Johanneshov - 14 januari 2008 Skellefteå AIK-Timrå IK 2-1 (0-0, 0-0, 2-1) 4718 Skellefteå Kraft Arena - 15 januari 2008 HV 71-Södertälje SK 3-1 (1-0, 2-0, 0-1) 7038 Kinnarps Arena - 15 januari 2008 Luleå HF-Färjestads BK 7-2 (2-1, 2-1, 3-0) 4419 COOP Arena - 15 januari 2008 Modo Hockey-Mora IK 4-2 (1-2, 1-0, 2-0) 6127 Swedbank Arena Omgång 38 - 17 januari 2008 Luleå HF-Södertälje SK 1-4 (0-1, 1-3, 0-0) 5184 COOP Arena - 17 januari 2008 Linköpings HC-HV 71 1-1 (1-0, 0-1, 0-0, 0-0) 8239 Cloetta Center - 17 januari 2008 Skellefteå AIK-Brynäs IF 1-5 (1-2, 0-2, 0-1) 5059 Skellefteå Kraft Arena - 17 januari 2008 Timrå IK-Frölunda HC 4-3 (1-2, 2-0, 1-1) 4977 E.ON Arena - 17 januari 2008 Mora IK-Djurgårdens IF 5-2 (0-1, 2-0, 3-1) 4086 FM Mattsson Arena - 12 februari 2008 Färjestads BK-Modo Hockey 0-3 (0-1, 0-1, 0-1) 6556 Löfbergs Lila Arena Omgång 39 - 19 januari 2008 HV 71-Skellefteå AIK 3-2 (2-0, 0-2, 1-0) 7038 Kinnarps Arena - 19 januari 2008 Luleå HF-Linköpings HC 5-0 (1-0, 3-0, 1-0) 5008 COOP Arena - 19 januari 2008 Modo Hockey-Södertälje SK 4-2 (0-0, 1-1, 3-1) 6975 Swedbank Arena - 19 januari 2008 Frölunda HC-Mora IK 2-3 (0-1, 1-1, 1-1) 11628 Scandinavium - 19 januari 2008 Brynäs IF-Timrå IK 3-4 (1-0, 2-4, 0-0) 7792 Läkerol Arena - 22 januari 2008 Djurgårdens IF-Färjestads BK 6-1 (1-1, 3-0, 2-0) 10145 Globen Omgång 40 - 24 januari 2008 Modo Hockey-Linköpings HC 2-4 (0-2, 1-1, 1-1) 6404 Swedbank Arena - 24 januari 2008 Skellefteå AIK-Luleå HF 3-2 (0-1, 1-1, 1-0, 1-0) 5885 Skellefteå Kraft Arena - 24 januari 2008 Brynäs IF-HV 71 2-5 (0-1, 2-2, 0-2) 4899 Läkerol Arena - 24 januari 2008 Timrå IK-Mora IK 4-1 (0-0, 2-1, 2-0) 4894 E.ON Arena - 24 januari 2008 Färjestads BK-Frölunda HC 5-4 (1-2, 3-1, 0-1, 1-0) 8250 Löfbergs Lila Arena - 24 januari 2008 Södertälje SK-Djurgårdens IF 2-3 (0-0, 1-1, 1-1, 0-1) 5091 AXA Sports Center Omgång 41 - 26 januari 2008 Luleå HF-Brynäs IF 2-3 (0-1, 1-1, 1-0, 0-1) 4605 COOP Arena - 26 januari 2008 Djurgårdens IF-Linköpings HC 6-0 (3-0, 2-0, 1-0) 9264 Globen - 26 januari 2008 Frölunda HC-Södertälje SK 3-4 (2-2, 1-0, 0-1, 0-1) 11581 Scandinavium - 26 januari 2008 Mora IK-Färjestads BK 1-4 (1-1, 0-1, 0-2) 4500 FM Mattsson Arena - 26 januari 2008 HV 71-Timrå IK 6-2 (3-1, 2-0, 1-1) 7038 Kinnarps Arena - 26 januari 2008 Modo Hockey-Skellefteå AIK 4-2 (1-1, 1-0, 2-1) 7540 Swedbank Arena Omgång 42 - 28 januari 2008 Luleå HF-Modo Hockey 3-4 (0-1, 0-2, 3-1) 4365 COOP Arena - 28 januari 2008 Timrå IK-Södertälje SK 0-1 (0-0, 0-1, 0-0) 4758 E.ON Arena - 28 januari 2008 Djurgårdens IF-HV 71 2-2 (2-0, 0-1, 0-1, 0-0) 7084 Globen - 29 januari 2008 Linköpings HC-Färjestads BK 4-2 (2-0, 1-2, 1-0) 7190 Cloetta Center - 29 januari 2008 Skellefteå AIK-Mora IK 2-2 (1-0, 1-1, 0-1, 0-0) 4930 Skellefteå Kraft Arena - 29 januari 2008 Brynäs IF-Frölunda HC 3-5 (1-3, 2-0, 0-2) 5329 Läkerol Arena Omgång 43 - 31 januari 2008 Brynäs IF-Modo Hockey 2-4 (0-2, 1-0, 1-2) 5933 Läkerol Arena - 31 januari 2008 HV 71-Luleå HF 5-4 (1-1, 1-1, 2-2, 1-0) 6983 Kinnarps Arena - 31 januari 2008 Timrå IK-Färjestads BK 2-3 (0-1, 1-2, 1-0) 4968 E.ON Arena - 31 januari 2008 Södertälje SK-Mora IK 3-2 (0-0, 1-2, 1-0, 1-0) 3879 AXA Sports Center - 31 januari 2008 Linköpings HC-Frölunda HC 3-2 (1-2, 1-0, 0-0, 1-0) 7105 Cloetta Center - 31 januari 2008 Skellefteå AIK-Djurgårdens IF 5-1 (1-1, 2-0, 2-0) 5088 Skellefteå Kraft Arena Omgång 44 - 2 februari 2008 Modo Hockey-HV 71 2-6 (0-1, 1-3, 1-2) 7600 Swedbank Arena - 2 februari 2008 Djurgårdens IF-Brynäs IF 3-1 (1-1, 0-0, 2-0) 12106 Globen - 2 februari 2008 Frölunda HC-Skellefteå AIK 4-2 (1-1, 0-1, 3-0) 11638 Scandinavium - 2 februari 2008 Mora IK-Linköpings HC 3-4 (0-2, 3-1, 0-0, 0-1) 3824 FM Mattsson Arena - 2 februari 2008 Luleå HF-Timrå IK 2-1 (1-0, 1-0, 0-1) 4194 COOP Arena - 2 februari 2008 Färjestads BK-Södertälje SK 4-4 (4-1, 0-1, 0-2, 0-0) 6656 Löfbergs Lila Arena Omgång 45 - 14 februari 2008 Färjestads BK-Södertälje SK 4-3 (0-2, 0-0, 3-1, 1-0) 6058 Löfbergs Lila Arena - 14 februari 2008 Skellefteå AIK-Frölunda HC 4-2 (1-2, 1-0, 2-0) 5339 Skellefteå Kraft Arena - 14 februari 2008 Djurgårdens IF-Modo Hockey 3-0 (0-0, 2-0, 1-0) 6006 Hovet, Johanneshov - 14 februari 2008 Mora IK-HV 71 4-0 (0-0, 2-0, 2-0) 3911 FM Mattsson Arena - 14 februari 2008 Timrå IK-Linköpings HC 2-3 (1-0, 1-1, 0-2) 4764 E.ON Arena - 14 februari 2008 Brynäs IF-Luleå HF 5-5 (1-3, 2-2, 2-0, 0-0) 5469 Läkerol Arena Omgång 46 - 16 februari 2008 HV 71-Timrå IK 0-3 (0-0, 0-1, 0-2) 7038 Kinnarps Arena - 16 februari 2008 Modo Hockey-Mora IK 6-3 (1-3, 4-0, 1-0) 7241 Swedbank Arena - 16 februari 2008 Frölunda HC-Djurgårdens IF 1-1 (0-0, 0-1, 1-0, 0-0) 12044 Scandinavium - 16 februari 2008 Södertälje SK-Skellefteå AIK 2-2 (1-1, 1-0, 0-1, 0-0) 4712 AXA Sports Center - 16 februari 2008 Luleå HF-Färjestads BK 2-5 (0-2, 2-1, 0-2) 4805 COOP Arena - 16 februari 2008 Linköpings HC-Brynäs IF 7-1 (4-0, 1-0, 2-1) 7800 Cloetta Center Omgång 47 - 18 februari 2008 Mora IK-Frölunda HC 4-1 (1-1, 0-0, 3-0) 4092 FM Mattsson Arena - 18 februari 2008 Brynäs IF-HV 71 0-2 (0-2, 0-0, 0-0) 4347 Läkerol Arena - 18 februari 2008 Färjestads BK-Skellefteå AIK 0-2 (0-1, 0-0, 0-1) 6295 Löfbergs Lila Arena - 19 februari 2008 Djurgårdens IF-Södertälje SK 3-1 (1-0, 0-0, 2-1) 7445 Hovet, Johanneshov - 19 februari 2008 Timrå IK-Modo Hockey 2-3 (1-1, 0-1, 1-0, 0-1) 5941 E.ON Arena - 19 februari 2008 Luleå HF-Linköpings HC 4-3 (1-0, 1-3, 1-0, 1-0) 4468 COOP Arena Omgång 48 - 21 februari 2008 HV 71-Luleå HF 8-2 (4-0, 3-2, 1-0) 6922 Kinnarps Arena - 21 februari 2008 Modo Hockey-Brynäs IF 5-2 (1-0, 3-2, 1-0) 6916 Swedbank Arena - 21 februari 2008 Frölunda HC-Timrå IK 4-1 (1-0, 2-1, 1-0) 11829 Scandinavium - 21 februari 2008 Södertälje SK-Mora IK 1-0 (1-0, 0-0, 0-0) 3670 AXA Sports Center - 21 februari 2008 Skellefteå AIK-Djurgårdens IF 4-4 (2-3, 1-1, 1-0, 0-0) 5550 Skellefteå Kraft Arena - 21 februari 2008 Färjestads BK-Linköpings HC 6-3 (2-1, 2-0, 2-2) 6517 Löfbergs Lila Arena Omgång 49 - 12 februari 2008 Linköpings HC-HV 71 0-4 (0-0, 0-1, 0-3) 8083 Cloetta Center - 23 februari 2008 Timrå IK-Södertälje SK 1-0 (1-0, 0-0, 0-0) 5269 E.ON Arena - 23 februari 2008 Brynäs IF-Frölunda HC 2-4 (1-0, 1-2, 0-2) 7797 Läkerol Arena - 23 februari 2008 Färjestads BK-Djurgårdens IF 1-1 (0-0, 1-1, 0-0, 0-0) 8250 Löfbergs Lila Arena - 23 februari 2008 Mora IK-Skellefteå AIK 3-1 (2-0, 1-0, 0-1) 4207 FM Mattsson Arena - 23 februari 2008 Luleå HF-Modo Hockey 1-4 (0-1, 1-2, 0-1) 4365 COOP Arena Omgång 50 - 25 februari 2008 Södertälje SK-Brynäs IF 3-4 (1-3, 0-0, 2-1) 4388 AXA Sports Center - 25 februari 2008 Skellefteå AIK-Timrå IK 3-4 (1-1, 0-1, 2-1, 0-1) 5580 Skellefteå Kraft Arena - 26 februari 2008 Frölunda HC-Luleå HF 0-3 (0-1, 0-0, 0-2) 11815 Scandinavium - 26 februari 2008 Linköpings HC-Modo Hockey 3-4 (0-1, 1-2, 2-0, 0-1) 6927 Cloetta Center - 26 februari 2008 Djurgårdens IF-Mora IK 3-4 (0-1, 1-1, 2-1, 0-1) 7786 Globen - 26 februari 2008 HV 71-Färjestads BK 3-0 (1-0, 0-0, 2-0) 7038 Kinnarps Arena Omgång 51 - 28 februari 2008 Södertälje SK-Luleå HF 2-0 (1-0, 0-0, 1-0) 4573 AXA Sports Center - 28 februari 2008 Linköpings HC-Frölunda HC 4-3 (3-2, 1-1, 0-0) 7091 Cloetta Center - 28 februari 2008 HV 71-Modo Hockey 3-2 (0-0, 0-1, 2-1, 1-0) 7038 Kinnarps Arena - 28 februari 2008 Färjestads BK-Mora IK 2-3 (0-1, 0-1, 2-1) 6626 Löfbergs Lila Arena - 28 februari 2008 Timrå IK-Djurgårdens IF 1-1 (1-0, 0-0, 0-1, 0-0) 5377 E.ON Arena - 28 februari 2008 Brynäs IF-Skellefteå AIK 1-3 (1-2, 0-1, 0-0) 7454 Läkerol Arena Omgång 52 - 1 mars 2008 Frölunda HC-HV 71 3-2 (1-1, 0-1, 1-0, 1-0) 12044 Scandinavium - 1 mars 2008 Södertälje SK-Linköpings HC 1-2 (1-1, 0-0, 0-1) 4431 AXA Sports Center - 1 mars 2008 Skellefteå AIK-Luleå HF 3-1 (0-0, 2-1, 1-0) 6001 Skellefteå Kraft Arena - 1 mars 2008 Modo Hockey-Färjestads BK 2-4 (0-2, 2-1, 0-1) 7565 Swedbank Arena - 1 mars 2008 Mora IK-Timrå IK 4-1 (1-0, 1-0, 2-1) 4500 FM Mattsson Arena - 2 mars 2008 Djurgårdens IF-Brynäs IF 2-2 (1-1, 1-1, 0-0, 0-0) 3708 Hovet, Johanneshov Omgång 53 - 3 mars 2008 HV 71-Södertälje SK 2-4 (0-1, 1-1, 1-2) 6818 Kinnarps Arena - 3 mars 2008 Luleå HF-Djurgårdens IF 1-3 (0-1, 0-1, 1-1) 4526 COOP Arena - 3 mars 2008 Linköpings HC-Skellefteå AIK 3-2 (1-0, 0-2, 1-0, 1-0) 6941 Cloetta Center - 4 mars 2008 Modo Hockey-Frölunda HC 4-5 (0-1, 2-1, 2-3) 6805 Swedbank Arena - 4 mars 2008 Färjestads BK-Timrå IK 2-3 (0-2, 0-0, 2-1) 6335 Löfbergs Lila Arena - 4 mars 2008 Brynäs IF-Mora IK 7-2 (1-1, 2-1, 4-0) 5544 Läkerol Arena Omgång 54 - 6 mars 2008 Södertälje SK-Modo Hockey 2-3 (0-0, 1-2, 1-0, 0-1) 5005 AXA Sports Center - 6 mars 2008 Skellefteå AIK-HV 71 4-3 (0-0, 2-1, 2-2) 6001 Skellefteå Kraft Arena - 6 mars 2008 Djurgårdens IF-Linköpings HC 3-4 (3-0, 0-2, 0-2) 5687 Globen - 6 mars 2008 Mora IK-Luleå HF 1-2 (1-1, 0-0, 0-1) 4500 FM Mattsson Arena - 6 mars 2008 Timrå IK-Brynäs IF 4-1 (0-1, 1-0, 3-0) 5381 E.ON Arena - 6 mars 2008 Frölunda HC-Färjestads BK 1-4 (0-0, 1-3, 0-1) 12044 Scandinavium Omgång 55 - 8 mars 2008 Frölunda HC-Södertälje SK 3-1 (2-0, 0-0, 1-1) 11688 Scandinavium - 8 mars 2008 Modo Hockey-Skellefteå AIK 0-0 (0-0, 0-0, 0-0, 0-0) 7600 Swedbank Arena - 8 mars 2008 HV 71-Djurgårdens IF 4-3 (1-0, 0-1, 3-2) 7038 Kinnarps Arena - 8 mars 2008 Linköpings HC-Mora IK 6-5 (2-1, 1-2, 2-2, 1-0) 7929 Cloetta Center - 8 mars 2008 Luleå HF-Timrå IK 4-2 (1-1, 2-1, 1-0) 5228 COOP Arena - 8 mars 2008 Färjestads BK-Brynäs IF 5-0 (2-0, 1-0, 2-0) 7778 Löfbergs Lila Arena |